# La gran fanfarronada
|  | Aquest article tracta sobre la pel·lícula de 1969 dirigida per Alex March. Si cerqueu la pel·lícula de 2004 dirigida per George Armitage, vegeu «Cop a Hawaii». |

La gran fanfarronada	 (títol original:The Big Bounce) pel·lícula de 1969 dirigida per Alex March, basat en la novel·la del mateix nom d'Elmore Leonard. Taylor-Young va ser nominat per a un Premi Laurel per la seva actuació en la pel·lícula. La pel·lícula va ser filmada a Monterey i Carmel-by-the-Sea, Califòrnia. Ha estat doblada al català.
El llibre també va ser adaptada al cinema el 2004 amb el mateix nom.

## Argument
Jack Ryan (Ryan O'Neal) és un veterà del Vietnam amb un rècord criminal. És acomiadat del seu treball com a jornaler migrant en una granja de productes de Califòrnia dirigit per Bob Rodgers (Robert Webber) després de colpejar a la cara amb un bat de beisbol a un dels seus companys de treball mexicans. Ryan coneix a la bella Nancy Barker (Leigh Taylor-Young, llavors esposa d'O'Neal), la secretària i amant al propietari sense escrúpols de la granja de Ray Ritchie (James Daly). Ryan finalment aconsegueix un treball com a personal de manteniment en un motel local propietat de Sam Mirakian (Van Heflin) un local de la justícia de la pau. Nancy es pregunta Ryan per ajudar a la seva assegurança de Ritchie robar a casa, que suposadament té més de 50.000 dòlars de diners de la nòmina per als treballadors migrants mexicans. Després que ella causa un accident d'acte que fereix a dos joves, Ryan no vol saber res més a veure amb ella. Jack ha tornat desconfiat de causa del seu comportament erràtic i inestable Nancy. Ell accepta a contracor a ajudar amb l'atracament a causa de l'amenaça de donar la culpa a ell per l'accident.

## Repartiment
| Actor              | Role         |
| ------------------ | ------------ |
| Ryan O'Neal        | Jack Ryan    |
| Leigh Taylor-Young | Nancy Barker |
| Van Heflin         | Sam Mirakian |
| Lee Grant          | Joanne       |
| James Daly         | Ray Ritchie  |
| Robert Webber      | Bob Rodgers  |
| Phyllis Davis      | Bikini       |
| Noam Pitlik        | Sam Turner   |
| Charles Cooper     | Senator      |

## Recepció crítica
La pel·lícula no va ser ben rebuda per la crítica. A.H. Weiler del The New York Times acaba la seva revisió dient: 
| « | Alguna vegada ha pensat en fer alguna cosa més? Mr. Heflin pregunta al nostre heroi en un punt. És una pregunta que podria haver estat posada a gairebé tots els interessats en The Big Bounce. | » |